# Pseudopolyconites
Pseudopolyconites je rod rudista koji pripada porodici Radiolitidae.

## Rasprostranjenost
Ostatci roda Pseudopolyconites pornađeni su u: Crnoj Gori, Grčkoj, Hrvatskoj, Italiji, Kosovu, Omanu, Rumunjskoj, Sloveniji, Srbiji, Tunisu i Turskoj. Među lokacijama u Hrvatskoj gdje su pronađeni ostatci ovog roda su: Tičji rat na Braču i Križna Luka na Hvaru.

## Taksonomija
Rodu Pseudopolyconites pripada iduća vrsta:
- Pseudopolyconites ovalis Milovanović, 1935.